# Rue Jean-Jacques-Rousseau (Grenoble)
Pour les articles homonymes, voir Rue Jean-Jacques-Rousseau.
La rue Jean-Jacques-Rousseau (autrefois dénommée, rue des Vieux-Jésuites comme à l'époque de la naissance de l'écrivain Stendhal, né dans cette rue), est une voie publique de la commune française de Grenoble, essentiellement commerçante, située dans le quartier Notre-Dame, le quartier ancien de la ville correspondant à l'intérieur de l'ancienne enceinte médiévale.
Cette petite rue, entièrement piétonne et assez étroite, abrite notamment des maisons remarquables dont certaines sont classées au titre des monuments historiques.

## Situation et accès

### Situation
La rue Jean-Jacques-Rousseau commence place Sainte-Claire et se termine Grande Rue par le no 20 (face à l'entrée secondaire de la librairie Arthaud), dans le quartier Notre-Dame. Cette voie se positionne à l'intérieur de l'ancienne enceinte romaine de Cularo et dans la zone piétonne et commerçante de la ville.

### Accès
Accessible à pied depuis n'importe quel point de la ville, cette voie est desservie par les lignes A et B et D  du réseau de tramway de l'agglomération grenobloise. Les stations les plus proches (situées à moins de cent mètres) se dénomment Hubert Dubedout - Maison du Tourisme et Sainte-Claire - Les Halles.

## Origine du nom
Le nom de cette rue a été attribué en souvenir de l'écrivain et philosophe genevois Jean-Jacques Rousseau qui y séjourna lors de son passage à Grenoble entre juillet et août 1768, alors qu'il voyageait sous le nom de Renou.

## Historique

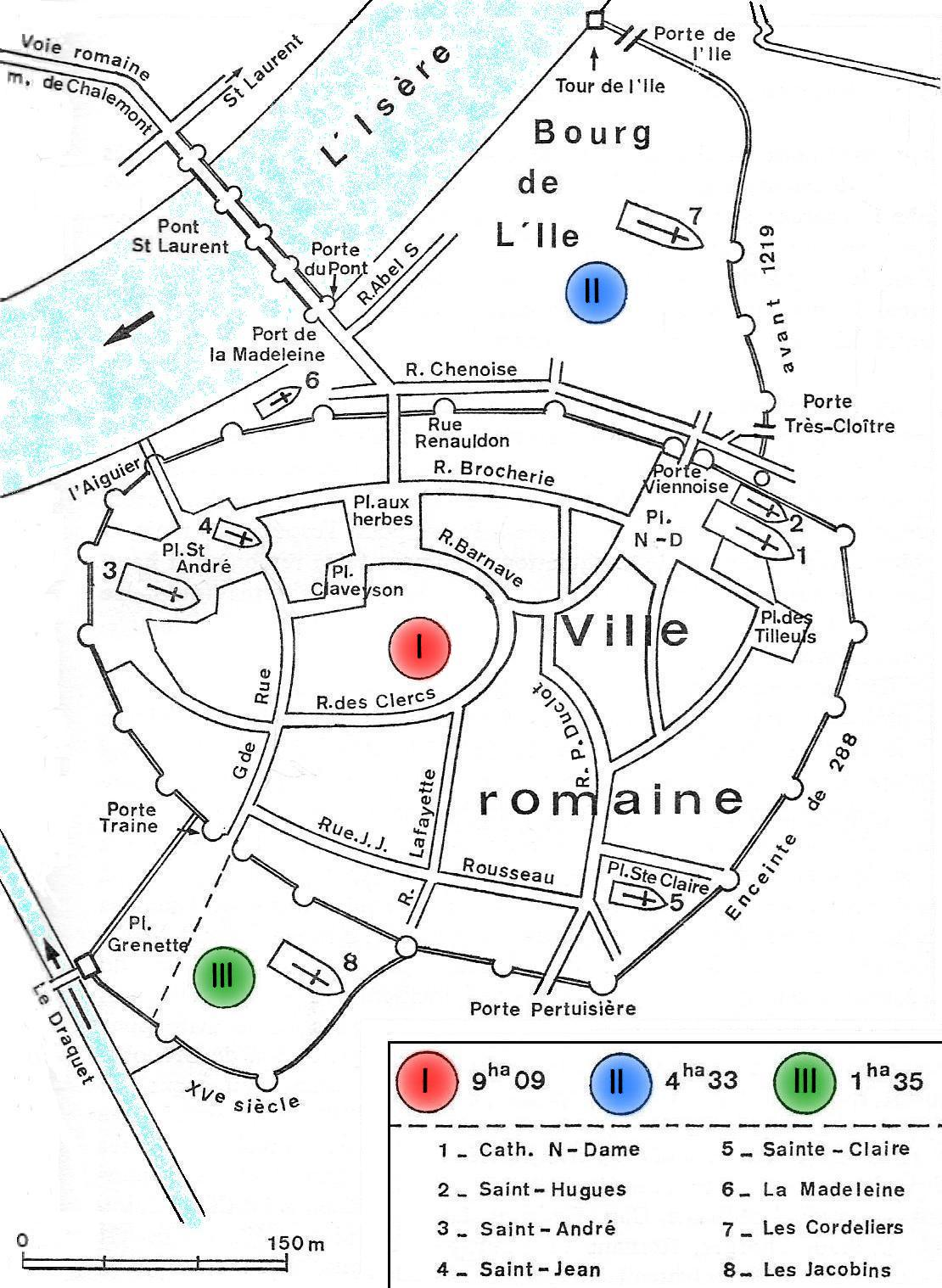
Plan de Grenoble au XIIIe siècle. L'enceinte romaine du IIIe est volontairement représentée dans sa totalité, mais les deux extensions du XIIIe vont faire détruire une partie de celle-ci. la rue Jean-Jacques-Rousseau est parallèle au rempart sud.

Une des plus riches familles de Grenoble, les Bournolens, possédait une demeure qui se situait au No 5 de la rue actuelle, lui donnant ainsi son plus vieux nom connu, la rue Bournolens. En 1632, les Jésuites s'établirent dans cette rue, et dès lors celle-ci se dénomma la rue des Vieux-Jésuites. En 1651, ils s'établiront dans la rue Neuve qui devint la rue du Lycée, puis la rue Raoul Blanchard et ils y feront bâtir leur couvent.
Durant la Révolution française, en 1794, la voie reçut le nom de Jean-Jacques Rousseau, pendant très peu de temps, avant de redevenir rue des Vieux-Jésuites. Après le retour de la République, le nom de Jean-Jacques Rousseau lui fut de nouveau attribué, le 7 novembre 1881.
Durant l'Ancien Régime, la rue abritait un atelier monétaire, mais en 1772, le roi Louis XV le fit fermer.

## Bâtiments remarquables et lieux de mémoire

### Bâtiments remarquables

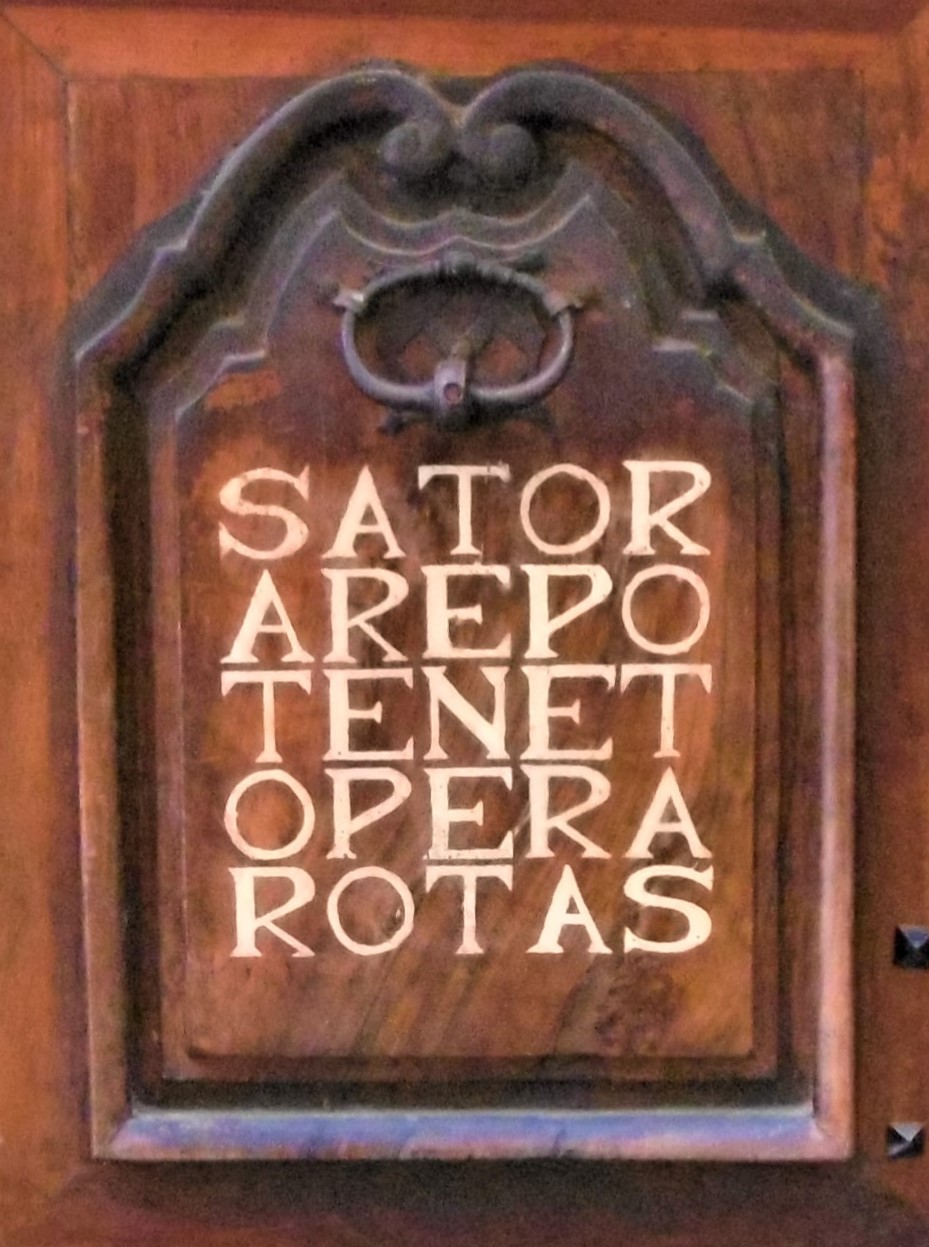
Carré Sator sur la porte du No 20

Cette rue très ancienne, située dans l'enceinte médiévale, abrite de nombreux lieux historiques, certains ayant été classés et dont voici la liste la plus exhaustive possible (en remontant cette voie depuis la Grande Rue) :
- La Maison Rabot est un hôtel particulier, classé au titre des monuments historiques[5] dont l'oriel (tourelle en saillie) domine la rue Jean-Jacques-Rousseau au niveau du numéro 17, juste avant son intersection avec la Grande Rue, date de la Renaissance, bien qu'une partie de cet ensemble architectural date du XVIIe siècle de la demeure abrite un bel escalier à balustres de pierre, visible dans la librairie Arthaud et accessible aux clients de cette librairie.
- La porte située juste avant la Grande-Rue, face à la Maison Rabot, incluse dans un magasin de jeux vidéo, est ornée d'un carré Sator, un carré magique contenant le palindrome latin SATOR AREPO TENET OPERA ROTAS, suite de mots imbriqués les uns dans les autres[6] et qui signifient :

Sator : semeur ou créateur;
Arepo: signification inconnue en latin, toutefois d'autres origines ont été données, y compris le fait d'être une simple invention ;
Tenet : palindrome signifiant celui qui tient (la charrue) et formant une croix sur le carré;
Opera : œuvre (création);
Rotas : rotation de la roue ou cycle.
(en résumé : Le semeur qui laboure et moissonne au cycle des saisons, c’est l’œuvre (de Dieu). Ce carré a été retrouvé en sept endroits en France et en d’autres lieux de l’ancien empire romain.).
- L’hôtel de Jacques Bourgeois, procureur à la cour, demeure construite vers 1600 et qui devint ensuite l’hôtel Coufier de Maille (ou Coupier de Maillé) avec sa magnifique porte monumentale en bois sculptée encore visible en 2021 est situé au numéro 16 de la rue[8]. La partie inférieure de la porte cochère est ornée de deux étoiles évoquant le mouvement perpétuel. Son centre présente un visage tiré des comédies grecques et qui sert de support au heurtoir. La partie supérieure présente le visage enfantin de Louis XIV indiquant l'attachement de cette famille au roi de France[9]. Anne Couppier de Romans, issue de la famille  Couppier et future baronne de Meilly-Coulonge, qui fut une maîtresse du roi de France Louis XV, est probablement née dans cette maison.
- Les restes de la façade d'un ancien hôtel particulier avec, à gauche du magasin « Au Petit Lyon », une statue, datant du XVIe siècle représentant un guerrier velu, décapité, qui tient une massue tout en se protégeant avec un écu[10].
- L'hôtel de Bournolenc (ou Bournolens) qui donna un temps son nom à cette rue car cette demeure est située au début de celle-ci (le numéro 1)[11]. Elle est située à l'emplacement de l'hôtel des monnaies du Dauphin Guigues où l'on frappa des florins d'or à l'effigie de Saint-Jean-Basptite autour de 1327[12].

Quelques lieux remarquables de la rue Jean-Jacques Rousseau
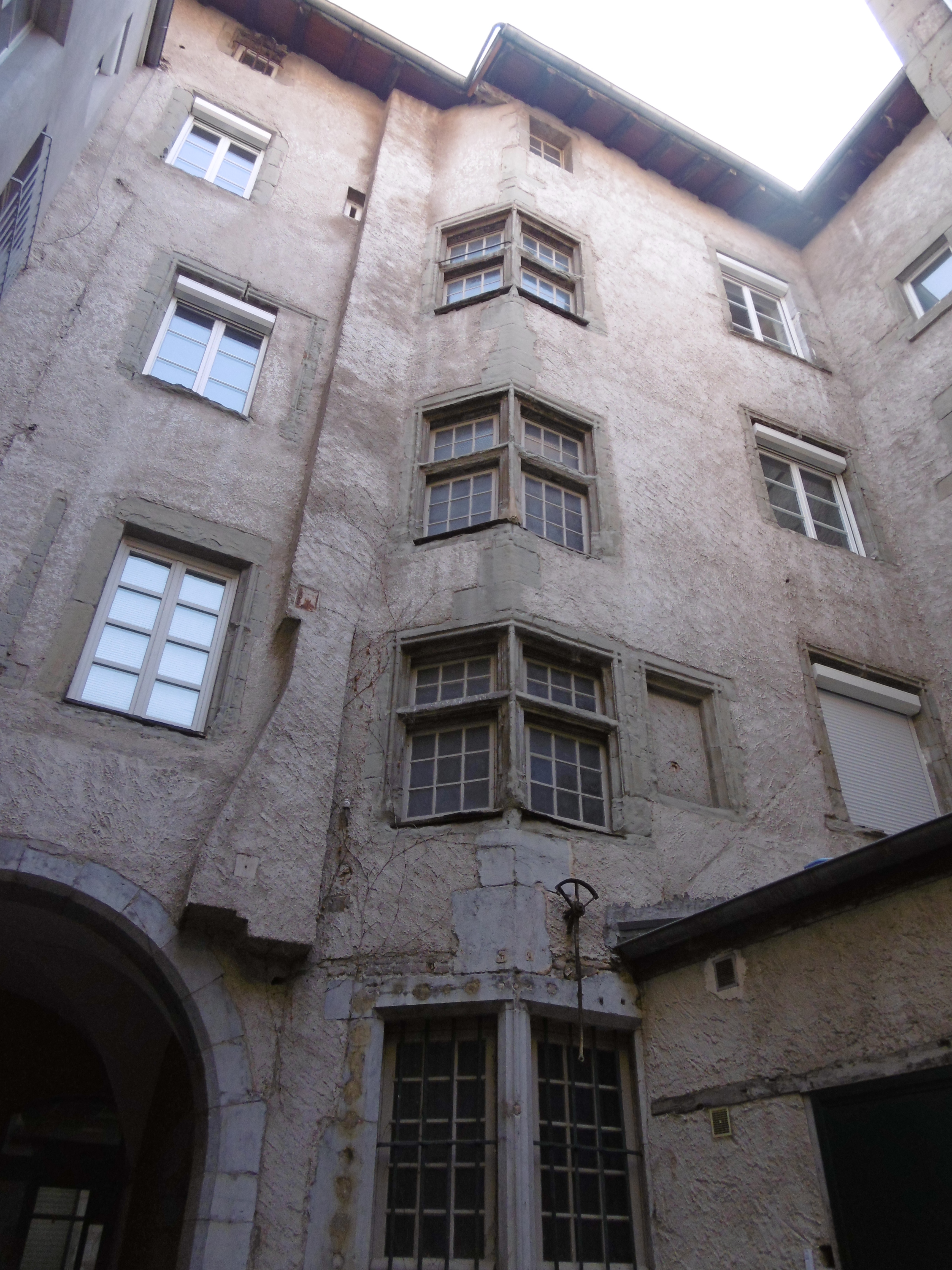
Maison classée au No 2.
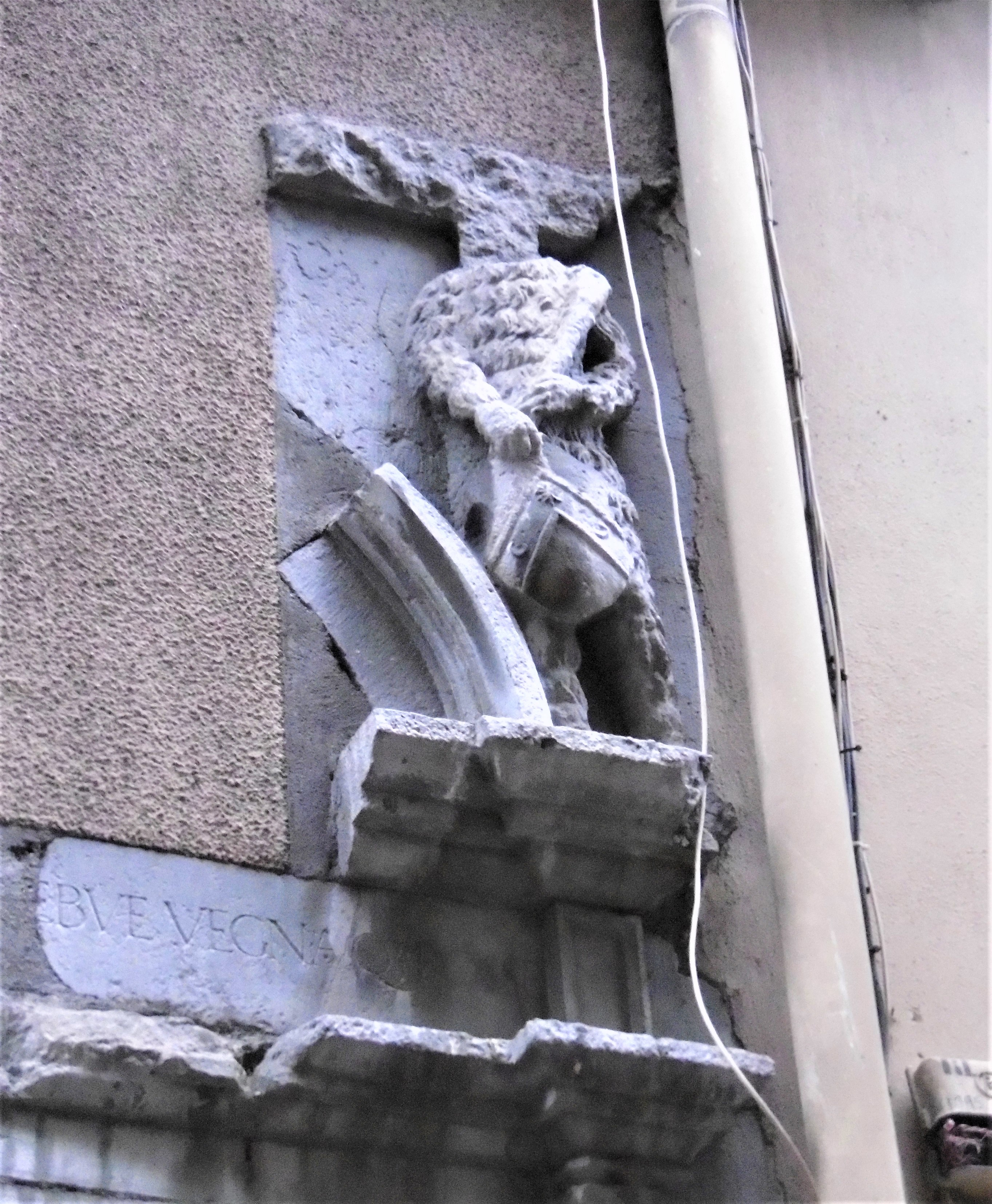
Statue de l'Homme Sauvage au No 7.
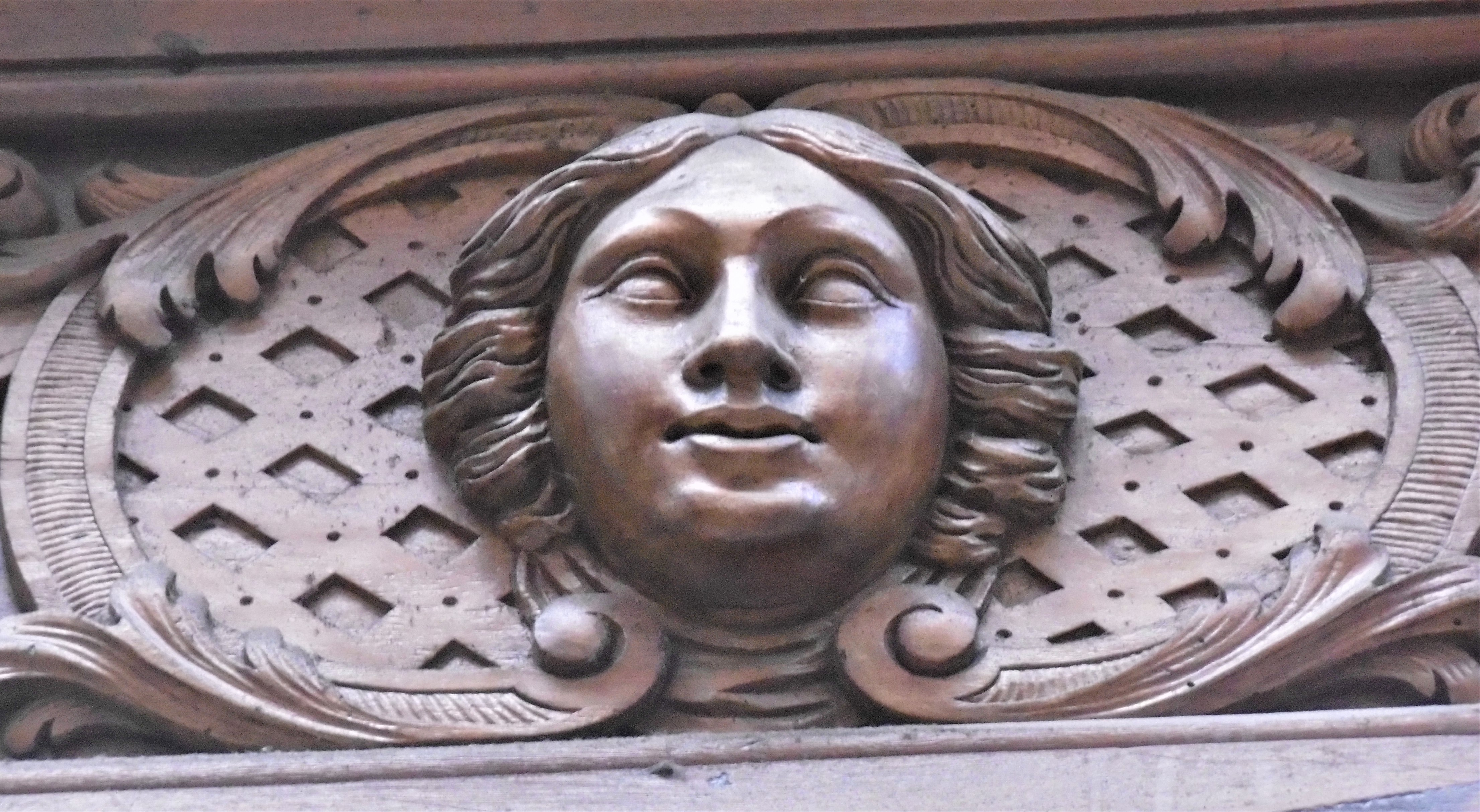
Tête de Louis XIV enfant sur la porte de l'hôtel Coupier de Maille au No 14.
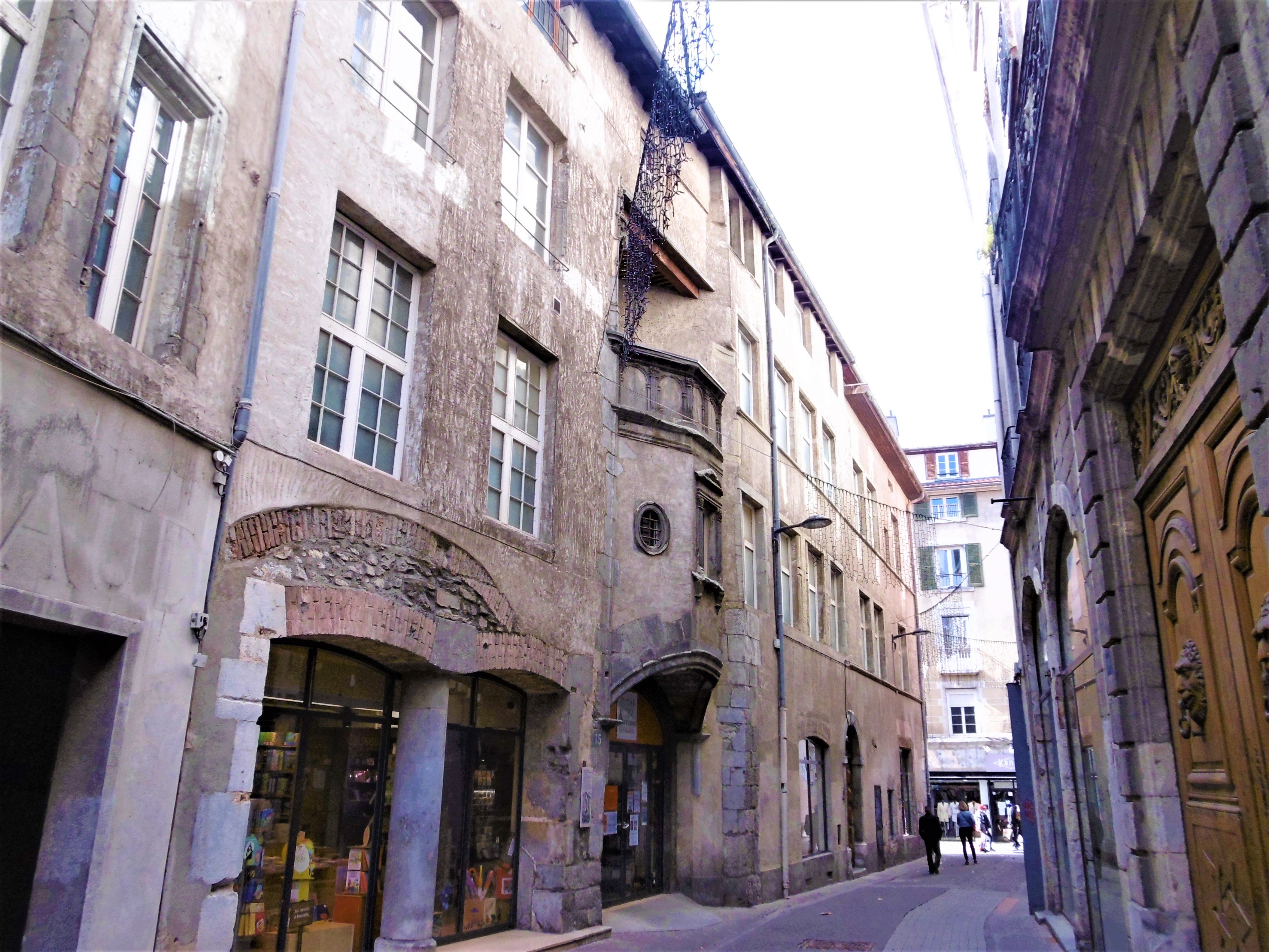
Maison Rabot et Grande Rue en arrière-plan.
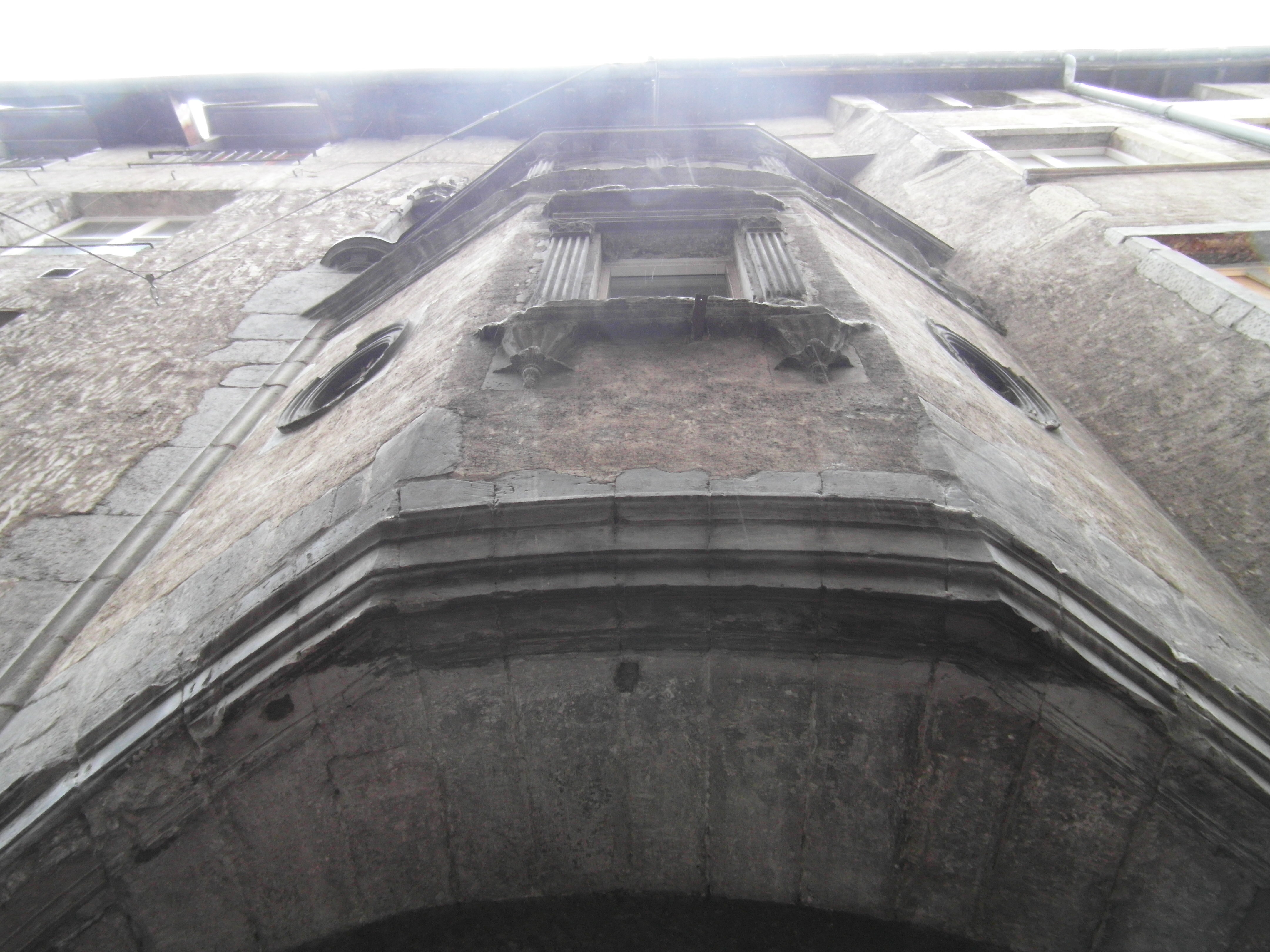
Encorbellement de l'hôtel Rabot au No 17.
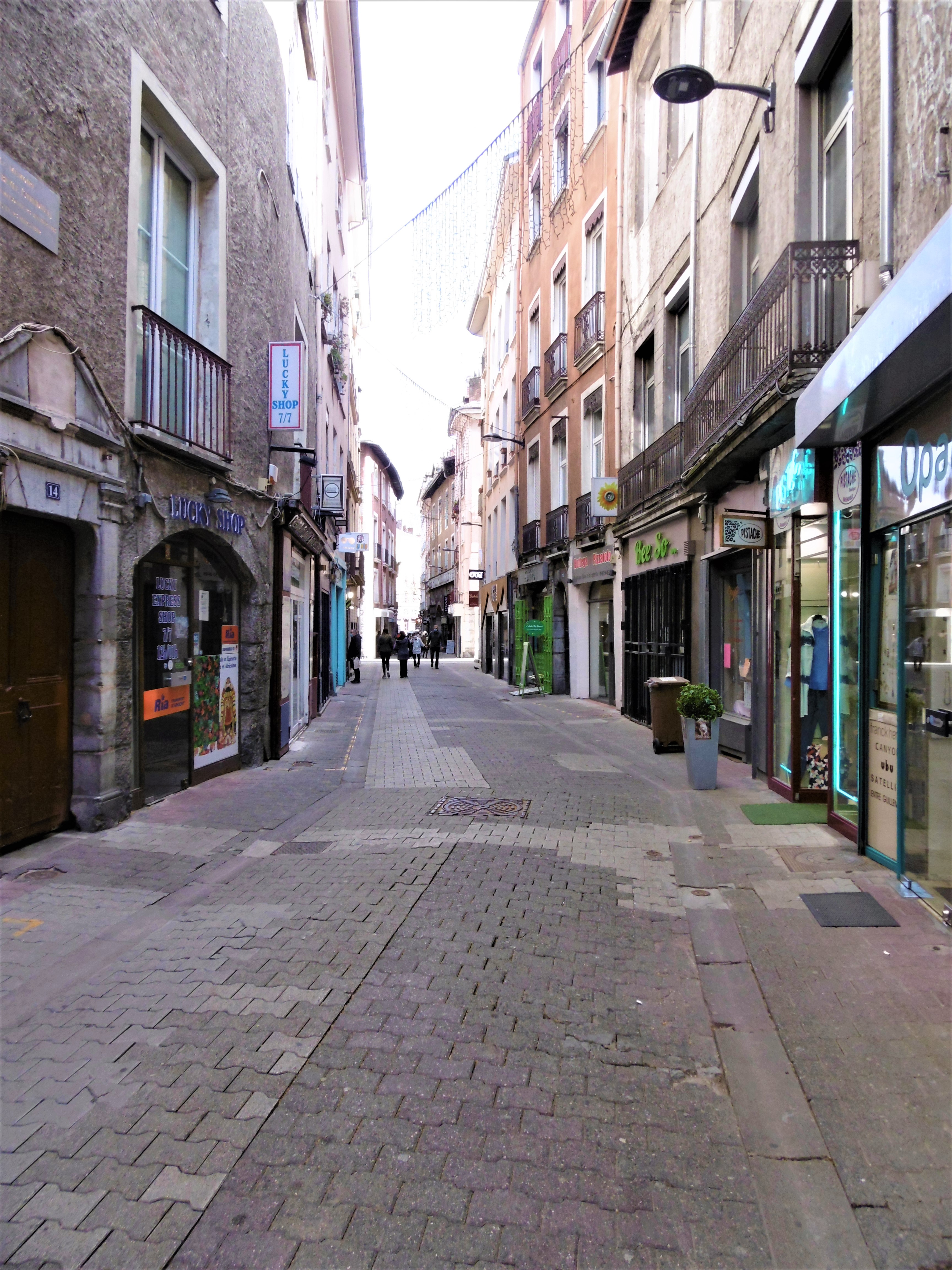
Les commerces de la rue.

### Lieux de mémoire

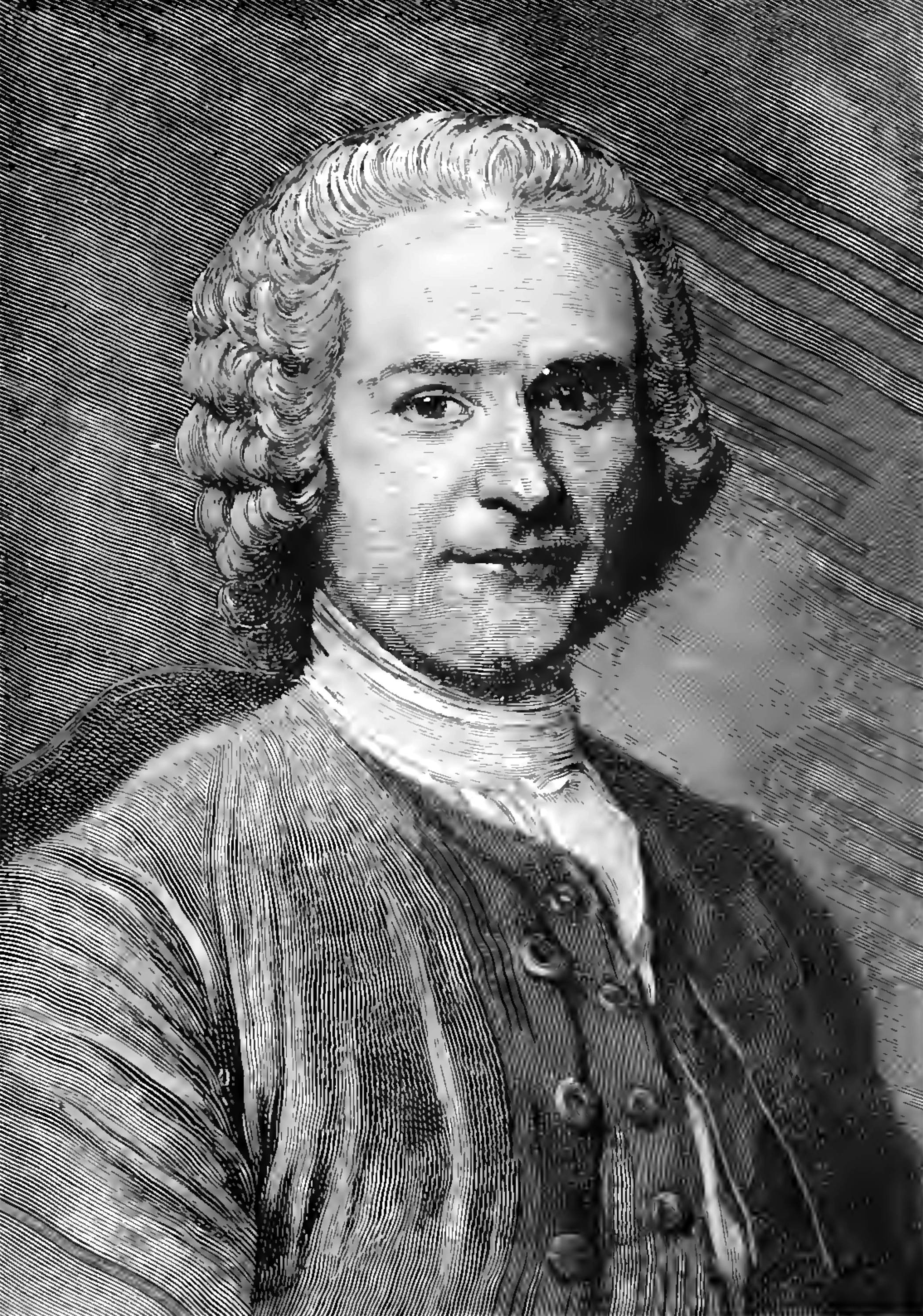
Jean-Jacques Rousseau

Les numéros indiqués, ci-dessous, correspondent au numérotage de la rue en août 2021 et peuvent avoir été différents selon les différentes périodes historiques :
- No 2 : maison ayant accueilli le philosophe Jean-Jacques Rousseau lors de son séjour à Grenoble (sous le nom de Monsieur Renou). Son séjour, dans un appartement assez sordide chez un dénommé « Vachard » et situé (à l'époque) au numéro 1 de la rue des Vieux-Jésuites[13], se termine par une obscure affaire de tentative d'escroquerie commise par un certain Thévenin à l'encontre du philosophe. Il décide de fuir Grenoble en août, mais il refit un court séjour dans cette ville en septembre 1768 alors qu'il s'est installé du côté de Bourgoin, à une soixantaine de kilomètres au nord de Grenoble[14].
- No 2 (cour intérieure) : L'escalier et la tour d'escalier sont inscrits au titres des monuments historiques par arrêté du 9 juillet 1927[15].
- No 4 : maison familiale d'Antoine Barnave, représentant du Tiers état aux États généraux de 1789, puis président de l’Assemblée constituante le 25 octobre 1790 pour une durée de quinze jours. Il fut également maire de Grenoble durant une courte période la même année. Condamné à mort par le tribunal révolutionnaire, il fut guillotiné à Paris le 29 octobre 1793 à l'âge de 32 ans[16].
- No 5 : ancienne façade conservée de la « Maison Colin frères », ancienne bijouterie et joaillerie, fabricant de médailles au XIXe siècle.
- No 7 : plaque apposée sur la façade de l'immeuble en l'honneur des résistants Marianne Cohn et Ernest Lambert, assassinés par l'occupant nazi en 1944. La maison y accueillait l'Organisation juive de Combat et le Mouvement de Jeunesse Sioniste durant l'occupation allemande.
- * No 7 (cour intérieure) : les vestiges des remparts gallo-romains, englobés dans les immeubles au niveau des 5 et 7, sont inscrits au titres des monuments historiques par arrêté du 14 février 1954[17].
- No 14 : maison natale d'Henri Beyle, plus connu sous le nom de Stendhal, célèbre auteur de La Chartreuse de Parme et du Rouge et le Noir. Inscrit au titre des monuments historiques (Les façades sur rue et sur cour, la toiture, l'escalier et l'appartement du deuxième étage), le site a été rénové et aménagé pour garder la trace des éléments évoquant les souvenirs d'enfance de Stendhal[18],[19]. Cette adresse fut également celle du musée de la résistance dauphinoise, premier musée grenoblois évoquant la résistance locale. Il est inauguré le 23 avril 1966 durant la municipalité d'Hubert Dubedout, dans le cadre de la journée nationale de la Déportation[20] avant de déménager en 1994 pour la rue Hébert.

Les lieux de mémoire de la rue Jean-Jacques Rousseau
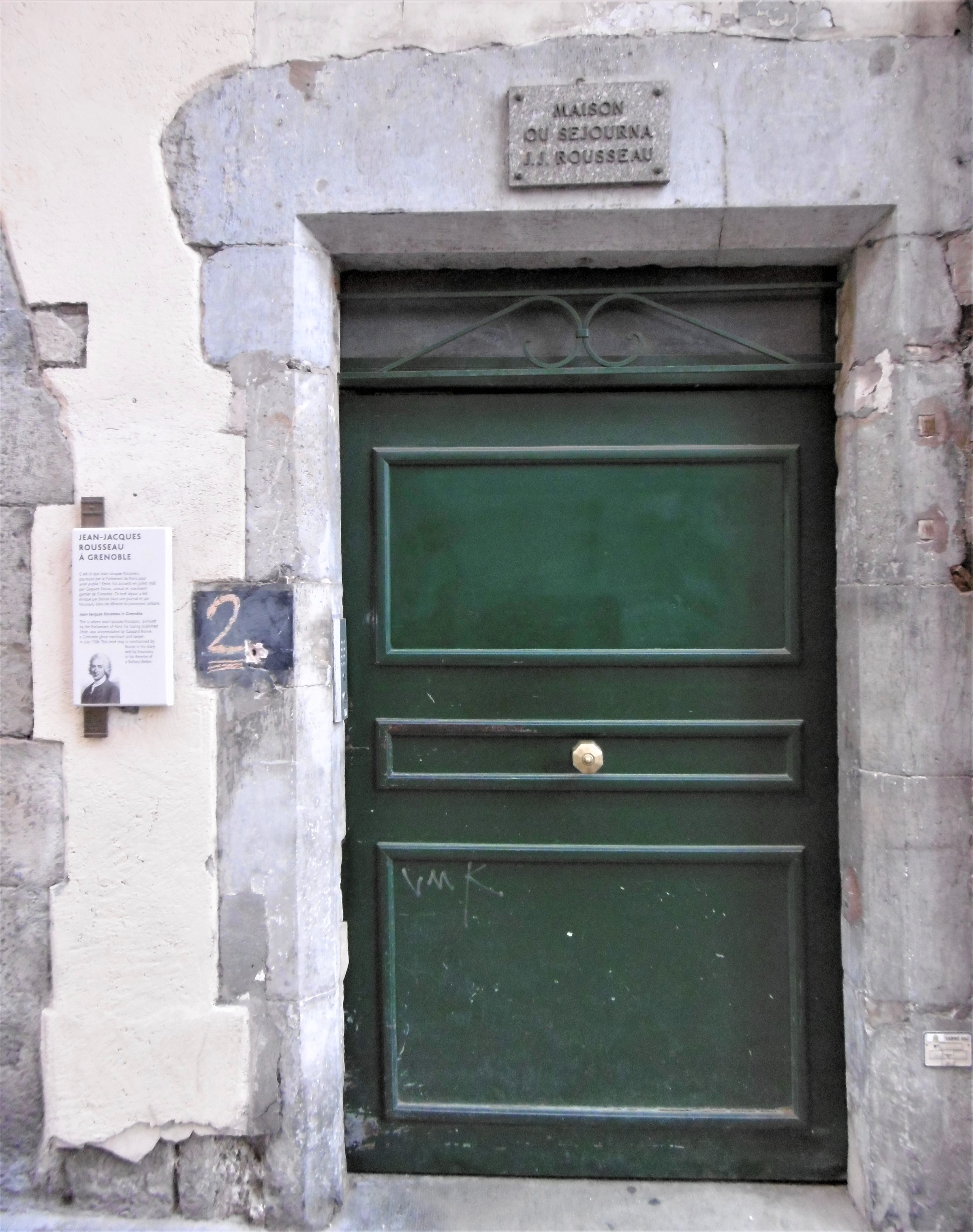
Entrée de la maison occupée par Jean-Jacques Rousseau
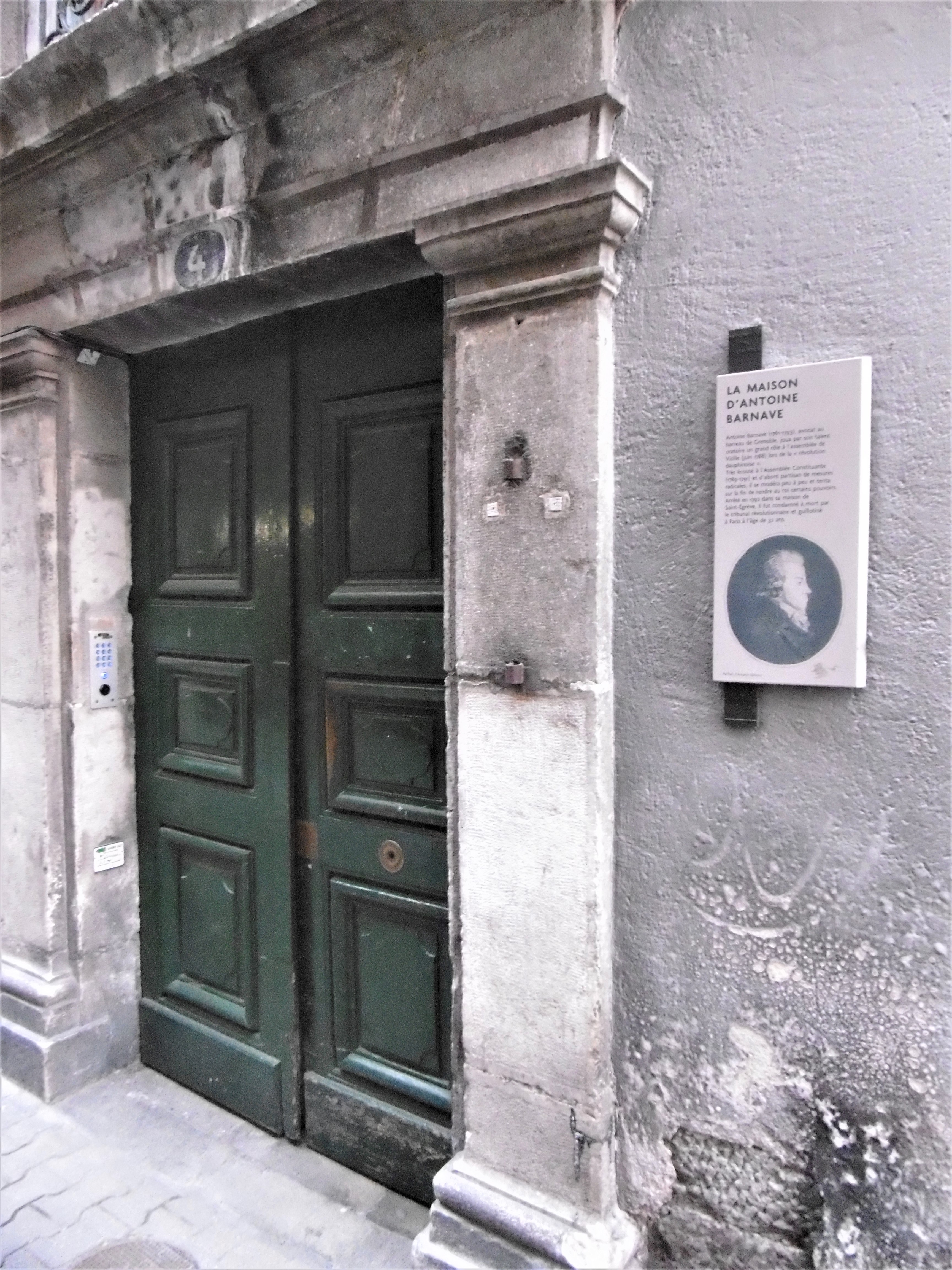
Entrée de la maison d'Antoine Barnave
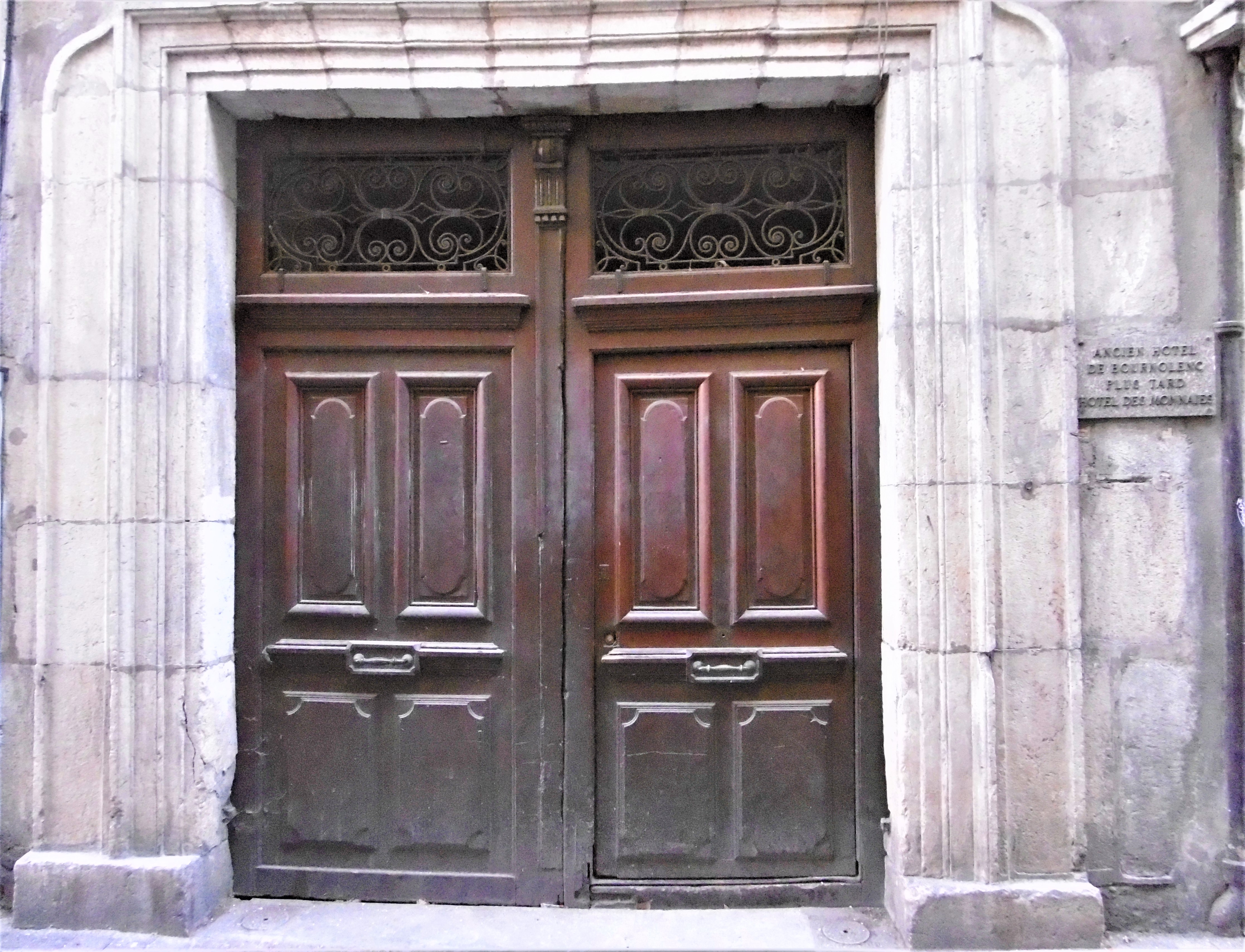
Entrée de l'ancien hôtel de Bournelenc
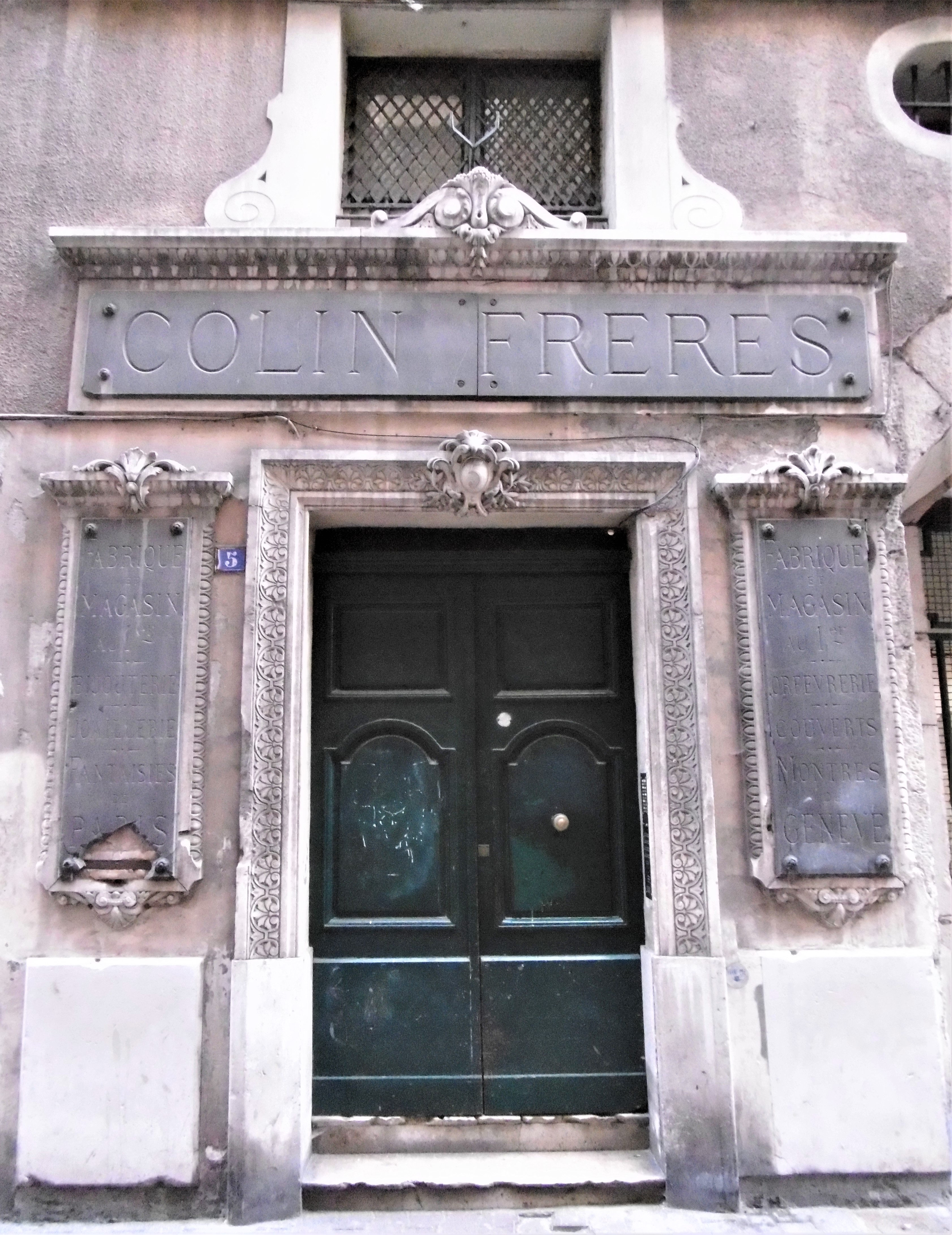
Immeuble Colin Frères
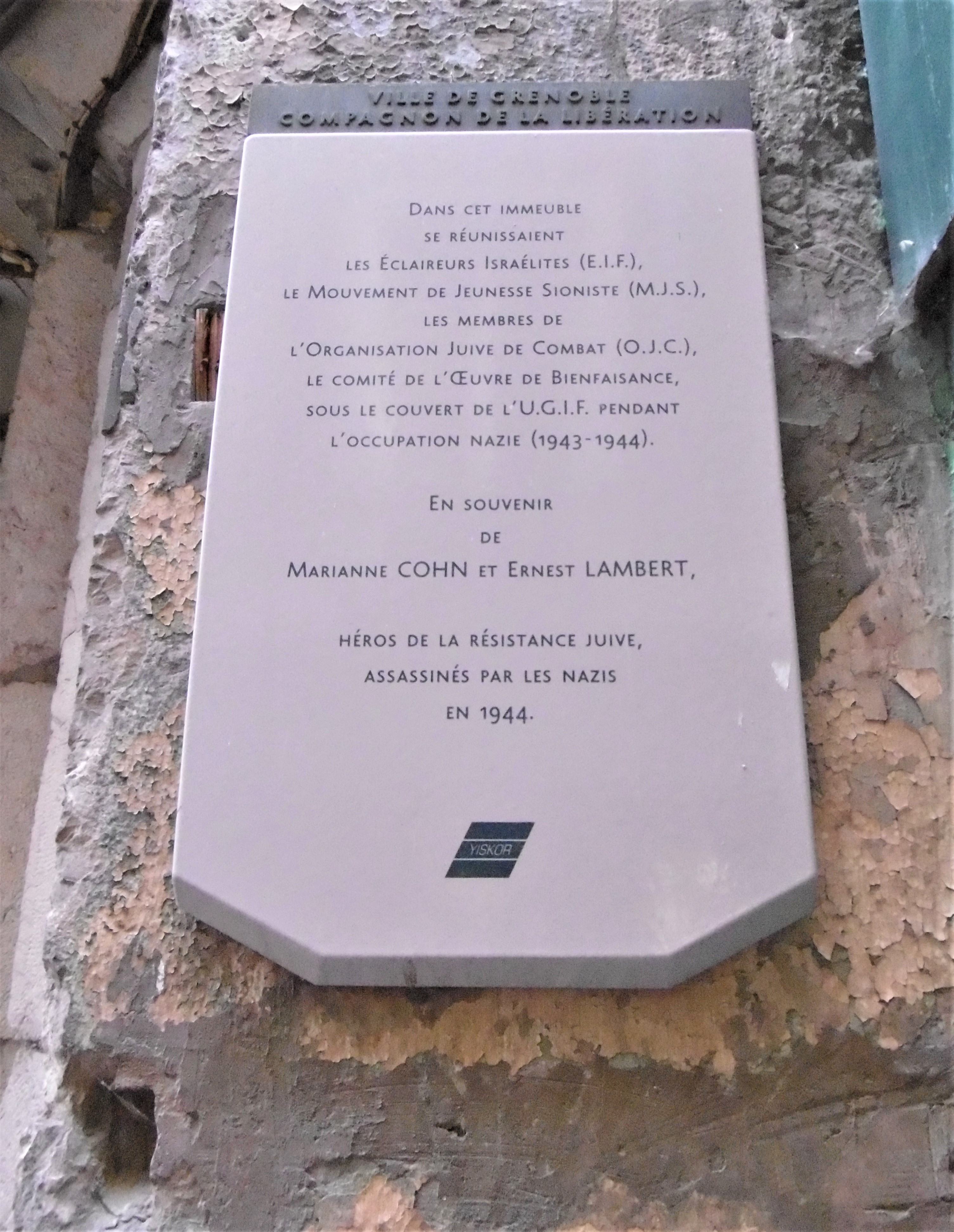
Plaque commémorative, 7, rue Jean-Jacques Rousseau
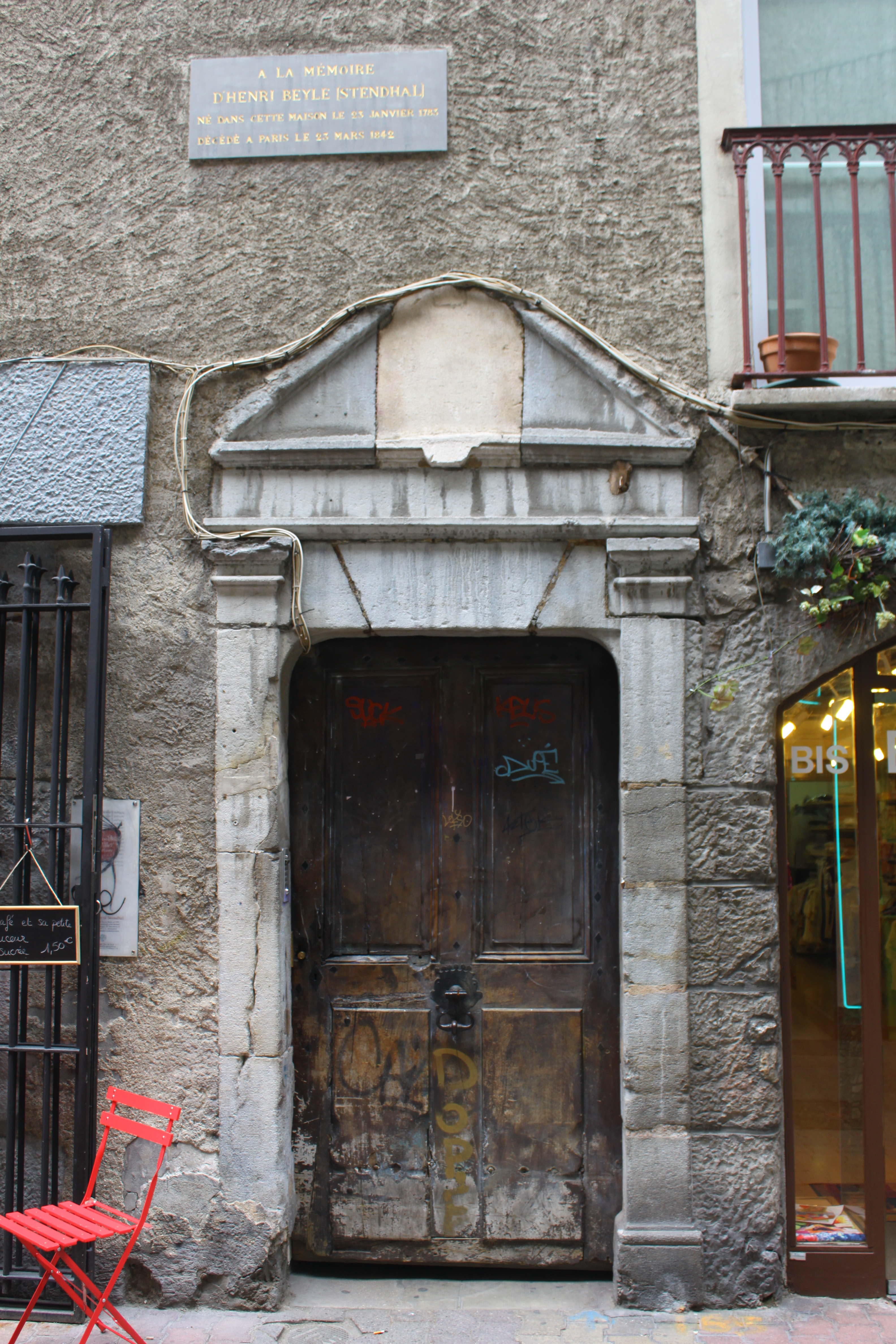
Entrée de la maison natale de Stendhal
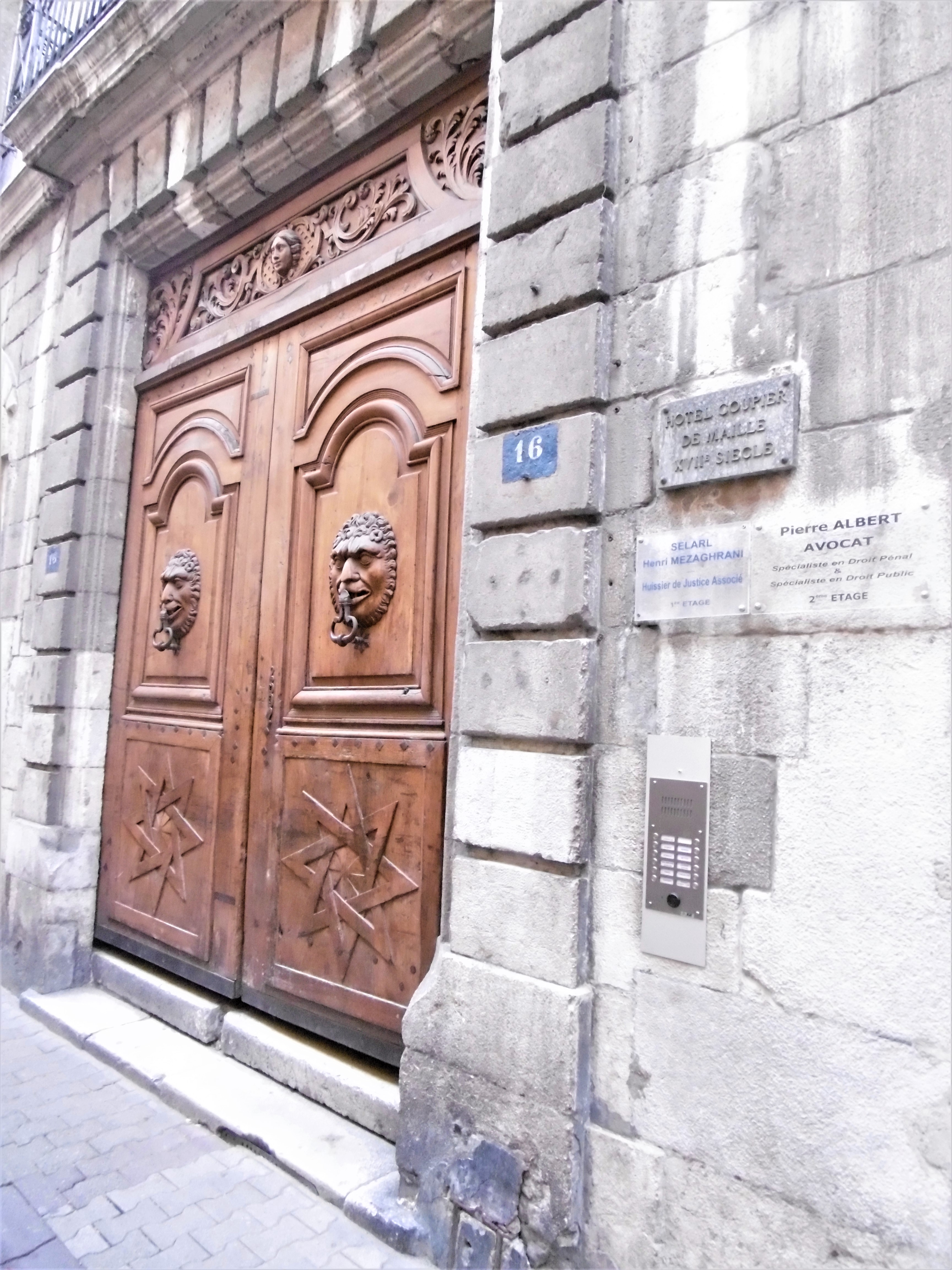
Entrée de l'hôtel Coupier de Maille
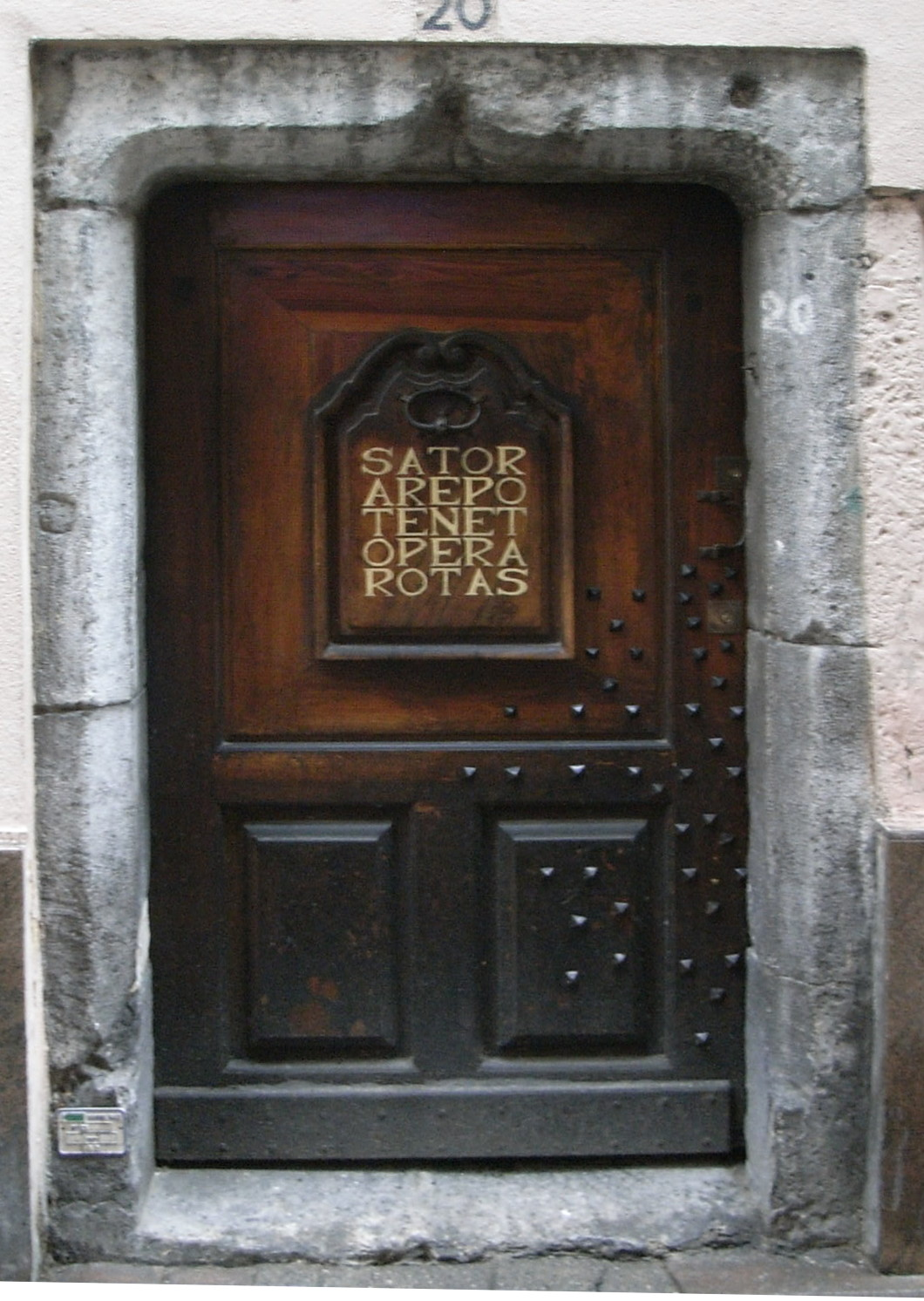
Porte située au numéro 20 de la rue